# Bella Vista, Ajalpan
Bella Vista är en ort i Mexiko.   Den ligger i kommunen Ajalpan och delstaten Puebla, i den sydöstra delen av landet, 250 km öster om huvudstaden Mexico City. Bella Vista ligger 2 148 meter över havet och antalet invånare är 231.
Terrängen runt Bella Vista är kuperad åt sydväst, men åt nordost är den bergig. Runt Bella Vista är det ganska tätbefolkat, med 144 invånare per kvadratkilometer. Närmaste större samhälle är Zongolica, 16,1 km norr om Bella Vista. I omgivningarna runt Bella Vista växer i huvudsak städsegrön lövskog.